# Belëv
Belëv (anche traslitterata come Belyov o Belev) è una città russa, situata nella parte centrale della parte europea, nell'oblast' di Tula, 114 chilometri a sudovest del capoluogo; si adagia sulla sponda sinistra del fiume Oka ed è capoluogo del Belëvskij rajon.
È una città di origine piuttosto antica, dato che la prima menzione in alcune cronache locali è del 1147; nei secoli, fu contesa dal Granducato di Lituania e da quello di Mosca, finendo per passare definitivamente a quest'ultimo.